# Hoeni
Hoeni was de vijfde en laatste koning (farao) van de 3e dynastie. De farao is bekend als bouwer van diverse piramiden door heel Egypte.

## Familie
De verwantschap met de koningen van de 3e dynastie van Egypte is onduidelijk.
In papyrus Prisse wordt in de "instructie van Kagemni" farao Hoeni als voorganger van farao Snefroe genoemd. Via de annalensteen van Caïro of de Palermosteen wordt Meresanch I genoemd als moeder van farao Snefroe maar of Hoeni de vader was van Snefroe is onbekend.
De naam van Meresanch I wordt aangetroffen in het meubilair van Hetepheres I; zij wordt ook Gods dochter genoemd wat impliceert dat zij een dochter was van de voorganger van Snefroe, Hoeni.
Hij regeerde met koningin Djefatnebti en er zijn geen kinderen bekend.

## Regering
De koning is ook bekend als Aches (Manetho) en Nesoe Hu (koning Hu). Mogelijk dat zijn horusnaam Qa-Hedjet is, maar dit wordt betwist.
Hoeni wordt verschillende malen vermeld o.a. in koningslijst van Saqqara, in de koningslijst van Turijn en de papyrus van Kagemni en Ptahhotep. Hoeni wordt ook vermeld als hoge officier aan het hof van Djoser.
Manetho vermeldt Hoeni als Aches en schrijft hem 42 regeringsjaren toe. De koningslijst van Turijn vermeldt dat Hoeni 18 jaar heeft geregeerd. Verschillende data worden door egyptologen aangehouden: 2673-2649 v.Chr. door Donald B. Redford, 2637-2613 v.Chr. door Ian Shaw, 2599-2575 v.Chr. door James Peter Allen en 2597-2573 door Jaromír Malek.
Zijn begraafplaats was de Trappenpiramide van Snofroe in Meidoem.

### Bouwwerken
- Artefacten die refereren aan Hoeni
- Er zijn in opdracht van Hoeni verschillende piramides gebouwd door Egypte. Het zijn niet allemaal grafpiramiden; hun doel is een vertoning van koningschap.[5]
  - Piramide te Edfu
  - Piramide te El-Kuhla
  - Piramide te Elephantine
  - Trappenpiramide te Meidum
  - Piramide te Naqada
  - Piramide te Sinki
  - Piramide te Zwaiyet el-Meiyitin

## Afbeeldingen

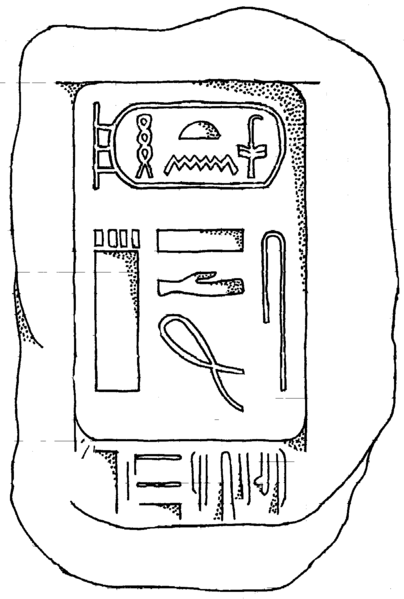
Grijze granieten steen uit Elefantine met cartouche van Hoeni
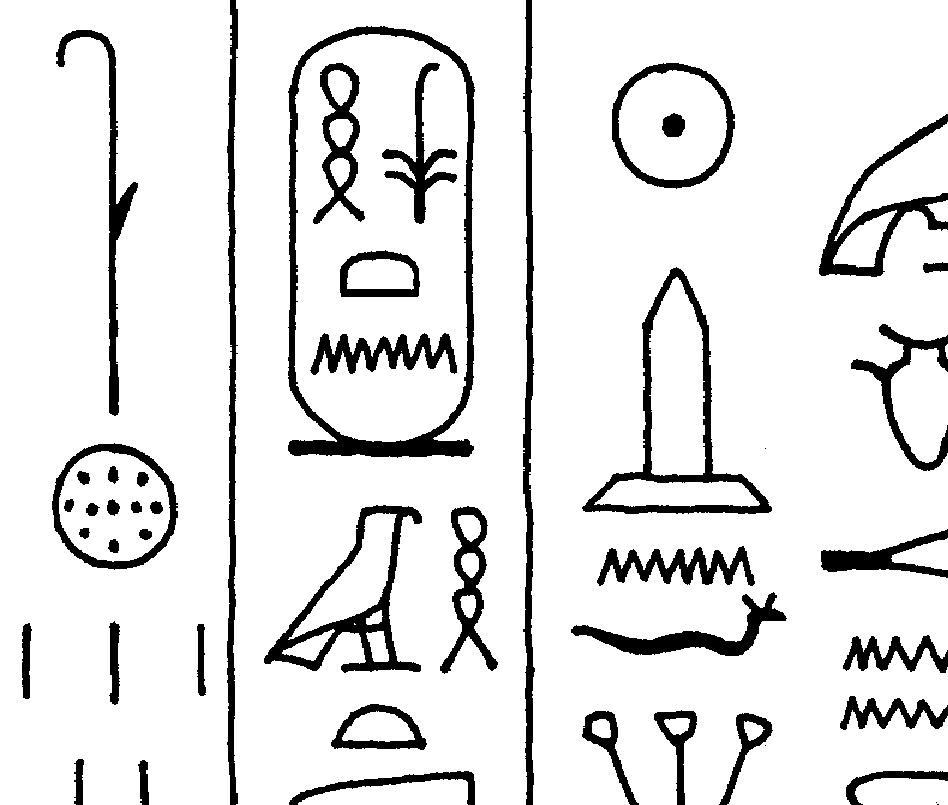
Inscriptie van de Palermosteen
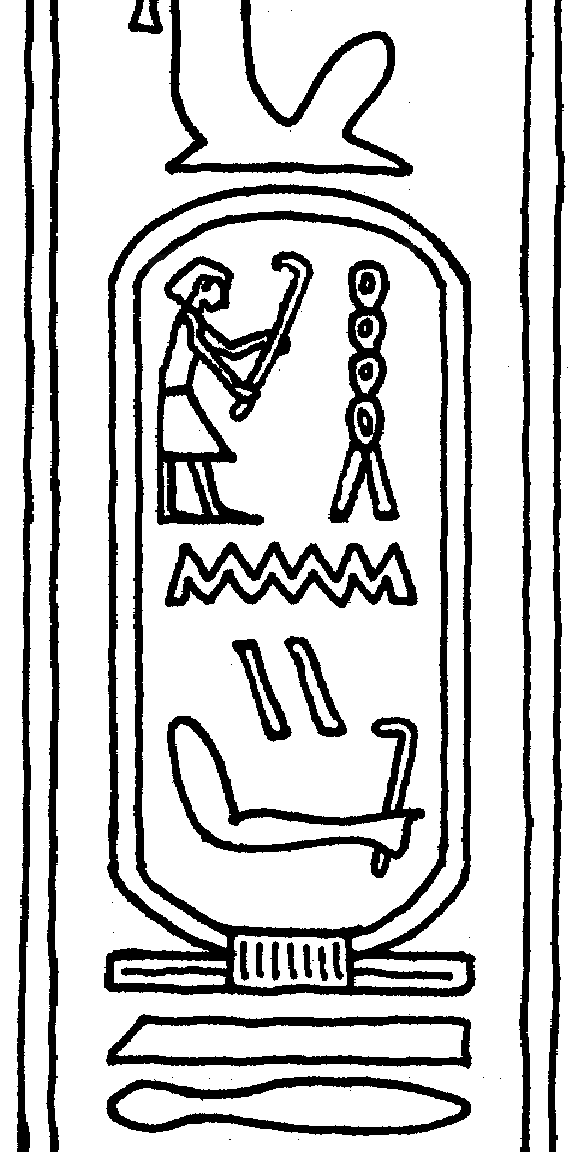
Cartouche van Hoeni op de koningslijst van Saqqara
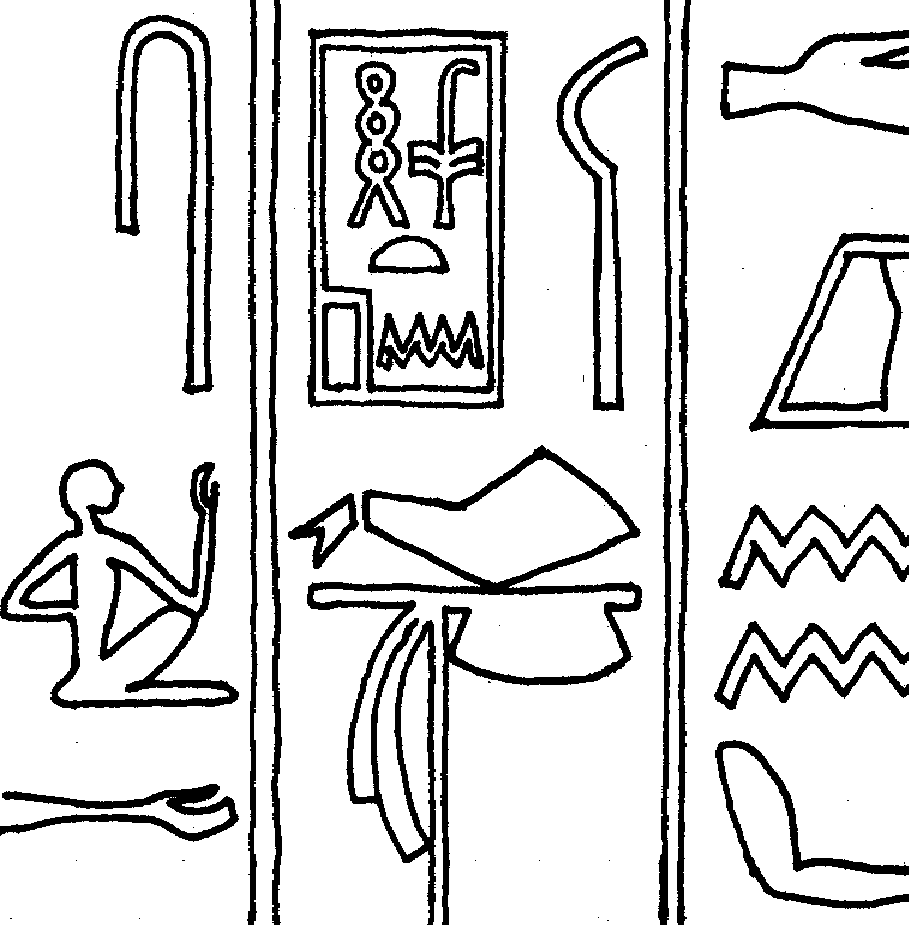
Inscriptie van Mastaba L6 van ambtenaar Metjen te Saqqara. Deze wordt gedateerd aan het einde van de 3e dynastie